# شيناي غورلر
شيناي غورلر (بالتركية: Şenay Gürler)‏ (مواليد 28 يونيو 1966) هي ممثلة تركية في مجالات السينما والتلفزيون والمسرح، بالإضافة إلى كونها مقدمة برامج.

## حياتها
وُلدت شيناي غورلر في 28 يونيو 1966 في مدينة إزمير التركية. كانت الطفلة الوسطى في عائلة تعمل في مهنة الخياطة. تزوجت عام 1986 ولديها ابنة تدعى دويو يلدريم (مواليد 1987).
عملت في بداية حياتها كموظفة حكومية، لكنها استقالت لاحقًا وطلقت زوجها، ثم التحقت بجامعة 9 أيلول في كلية الفنون الجميلة، قسم السينما. أثناء دراستها، انضمت إلى المسرح الخاص بأستاذها شينر كوككايا. بعد ذلك بفترة قصيرة، انتقلت إلى إسطنبول حيث بدأت العمل في مجال التمثيل الصوتي والمسرح. في تلك الفترة، بدأت أيضاً بتلقي عروض للتمثيل في المسلسلات التلفزيونية.
اشتهرت بشكل كبير بدور فاطوش في المسلسل الكوميدي الجانب الأوروبي (2004-2009) الذي عُرض على قناة atv. كما لعبت دور سيلدا في مسلسل "الساحرة المبتدئة" (Acemi Cadı) بين عامي 2006-2007، ودور سنيحة سلطان في مسلسل "العروسات الهاربات" (Kaçak Gelinler) بين عامي 2014-2015.
منذ عام 2014، تربطها علاقة مع لاعب البلياردو سميح سايغينر.

## وصلات خارجية
- شيناي غورلر على موقع IMDb (الإنجليزية)
- شيناي غورلر على موقع ألو سيني (الفرنسية)
- شيناي غورلر على موقع قاعدة بيانات الفيلم (الإنجليزية)
- شيناي غورلر على موقع كينوبويسك (الروسية)